# برنامه‌های وب پیش‌رونده
برنامهٔ وب پیشرو (PWA) برنامهٔ کاربردی وب که مانند صفحات وب یا وب‌سایت‌ها بارگذاری می‌شود؛ اما می‌تواند از قابلیت‌های کاربر مانند کار آفلاین، آگاه‌سازی و دسترسی به سخت‌افزار دستگاه به‌طور سنتی برای برنامه‌های بومی استفاده کند. PWAها انعطاف‌پذیری وب را با تجربهٔ یک برنامهٔ بومی ترکیب می‌کنند. 

## زمینه
از سال ۲۰۰۵ فناوری‌های توسعهٔ وب توسط ابزار‌های سمت سرور (PHP و ASP.NET) یا سمت کاربر (ایجکس) و طراحی وب سایت پاسخگو از صفحات وب استاتیک به صفحات وب پویا منتقل شده . 
با وجود برنامه های مبتنی بر این فناوری در دستگاه های مانند 2007 آیفون تلاش در برنامه های وب را با مقایسه با برنامه های بومی است. برنامه های بومی ارائه یک تجربه کاربری بهتر و بوت سریع تر در مقایسه با نیاز به بارگذاری در مرورگر در زمان اجرا. بسته بندی شده منابع و دسترسی مستقیم به سخت افزار مجاز برنامه های بومی برای انجام بسیار سریع تر به ارائه ویژگی های بیشتر. در اواسط سال 2010 ادامه پیشرفت در اچ‌تی‌ام‌ال۵با سی‌اس‌اس CSS و جاوا اسکریپت به طور قابل توجهی بیشتر قادر و استاندارد-سازگار با مرورگرهای وبهمراه با پردازنده های قدرتمند مانند اپل A10 و Snapdragon 820 ساخته شده ترکیبی-نرم افزار یک جایگزین مناسب است.

## مشخصات
در سال 2015، طراح فرانسیس بریمیان و مهندس گوگل کروم الکس راسل، واژه "برنامه های وب پیشرو "   را برای توصیف برنامه هایی که از ویژگی های جدید پشتیبانی شده توسط مرورگرهای مدرن، از جمله کارکنان سرویس و نمایش های وب برنامه ، به کاربران اجازه ارتقاء برنامه های وب به برنامه های وب پیشرفته در سیستم عامل اصلی خود (OS).  به گفته گوگل توسعه دهندگان،    این ویژگی ها عبارتند از: 
- تصاعدی - برای هر کاربر بدون در نظر گرفتن مرورگر مورد استفاده کار می کند، زیرا با پیشرفت تصاعدی به عنوان یک اصل اصلی ساخته شده است.
- پاسخگو - مناسب برای هر پلتفرمی: دسکتاپ، تلفن همراه، تبلت و ...
- اتصال مستقل - کارکنان سرویس اجازه استفاده از برنامه، بدون نیاز به اینترنت و یا با اینترنت ضعیف را می‌دهد.
- شبه نرم افزار - مانند یک برنامه واقعی نیاز به تعاملات کاربر دارد.
- به‌روز - به لطف فرایند به روز رسانی سرویس کارگر همیشه به روز است.
- امن - ارائه شده از طریق HTTPS برای جلوگیری از سوءاستفاده و اطمینان از اینکه محتوا با آن دستکاری نشده است.
- قابل کشف - به واسطۀ نمایشهای W3C [۶] و دامنه ثبت نام کارکنان به عنوان «برنامه های کاربردی» قابل شناسایی هستند که موتورهای جستجو را قادر می سازد تا آنها را پیدا کنند.
- دوباره فعال - با استفاده از ویژگی های مانند آگاه سازی، از طریق ارتباط مجدد آسان شوید .
- قابل نصب - اجازه دهید کاربران برای «نگه داشتن» اپلیکیشنهایی که در صفحه اصلیشان مفیدتر هستند بدون نیاز به یک فروشگاه App مفید باشند.
- اشتراک‌گذاری - به راحتی از طریق یک URL به اشتراک گذاشته می شود و نیازی به نصب پیچیده نیست.